# 가즈미 하지메

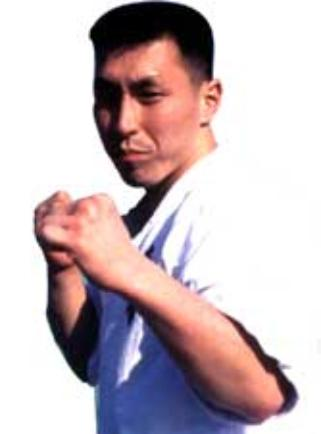

가즈미 하지메(일본어: 数見肇, 1971년 12월 14일 ~ )는 일본에서 태어난 극진회관(極真会館) 출신의 극진가라데 선수이다. 가즈미는 현재 일본 공수도 권학 연맹의 가즈미 도장(数見道場) 관장이다.
가즈미 하지메의 수상 경력이다.
1992년 제24회 전일본 대회 준우승 (vs타무라 요시히로에게 패)
1993년 제25회 전일본 대회 우승 (vs타무라 요시히로에게 승)
1994년 제26회 전일본 대회 준우승 (vs야마기 겐지에게 패)
1995년 제6회 전 세계 극진가라데 대회 준우승 (vs야마기 겐지에게 패)
1996년 제28회 전일본 대회 우승 (vs게리 오닐에게 승)
1997년 제29회 전일본 대회 우승 (vs게리 오닐에게 승)
1998년 제30회 전일본 대회 우승 (vs타무라 요시히로에게 승)
1999년 제7회 전 세계 극진가라데 대회 준우승(vs프란시스코 휘리오에게 패)
2001년 제2회 전 세계 웨이트제 무제한급 우승
2002년 제34회 전일본 대회 우승 (vs키야마 히토시에게 승)

## 같이 보기
- 노초웅